# Усть-Баргузин (аэропорт)
Аэропорт Усть-Баргузина — аэропорт в посёлке городского типа Усть-Баргузин (Бурятия).

## История
Был основан в 1940-х годах для военных перевозок. После войны аэропорт был приспособлен к торговым и гражданским судам. В 1990-е гг. после развала Советского Союза было множество проблем. Особенно сильно кризис в стране сказался на финансировании аэропорта, из-за чего была сокращена его производительность. На данный момент аэропорт обслуживает относительно малое число самолетов. По большей мере это касается грузовых и военных самолётов.

### Происшествия
Авиалайнер Ил-14М выполнял рейс по маршруту Северомуйск-Нижнеангарск, но из-за плохих погодных условий в Нижнеангарске самолёт пошёл на посадку в аэропорт Баргузина. При заходе на посадку он врезался в склон горы и полностью разрушился. В результате авиакатастрофы погибли все 48 человек на борту.